# Matías Freudenthal
Matthijs Freudenthal o Matías Freudenthal (Ámsterdam, Países Bajos, 7 de septiembre de 1937) es un paleontólogo y geólogo neerlandés, especialista en micromamíferos cenozoicos, especialmente cricétidos y glíridos. Ha participado en las descripciones de los estratotipos y la bioestratigrafía de los pisos continentales Rambliense y Aragoniense del Mioceno español. Entre otros muchos taxones, describió el género de erizo gigante Deinogalerix de Gargano (Italia). Ha trabajado como conservador en el Rijksmuseum van Geologie en Mineralogie  de Leiden (hoy Centro de Biodiversidad Naturalis) hasta su jubilación, y desde entonces está como visitante en el Departamento de Estratigrafía y Paleontología de la Universidad de Granada.

## Biografía

Matthijs con su padre, Hans Freudenthal, alrededor de 1980

Freudenthal nació en Ámsterdam el 7 de septiembre de 1937. Su padre, Hans Freudenthal, fue un reconocido matemático.

### Inicios
Sus primeros trabajos paleontológicos los realizó en España en 1957, aún como estudiante, en el marco de colaboración entre von Koenigswald (Universidad de Utrecht) y Miquel Crusafont (Museo de Paleontología de Sabadell). En 1960 comenzó sus estudios para la tesis doctoral sobre los cricétidos del Mioceno español en la depresión de Calatayud-Teruel, trabajos por los que obtuvo el doctorado en 1963 y que publicó el mismo año.
Desde 1963 hasta 1968 dio clases en la Universidad de Utrecht, para pasar después al Rijksmuseum van Geologie en Mineralogie, en Leiden.

### Gargano

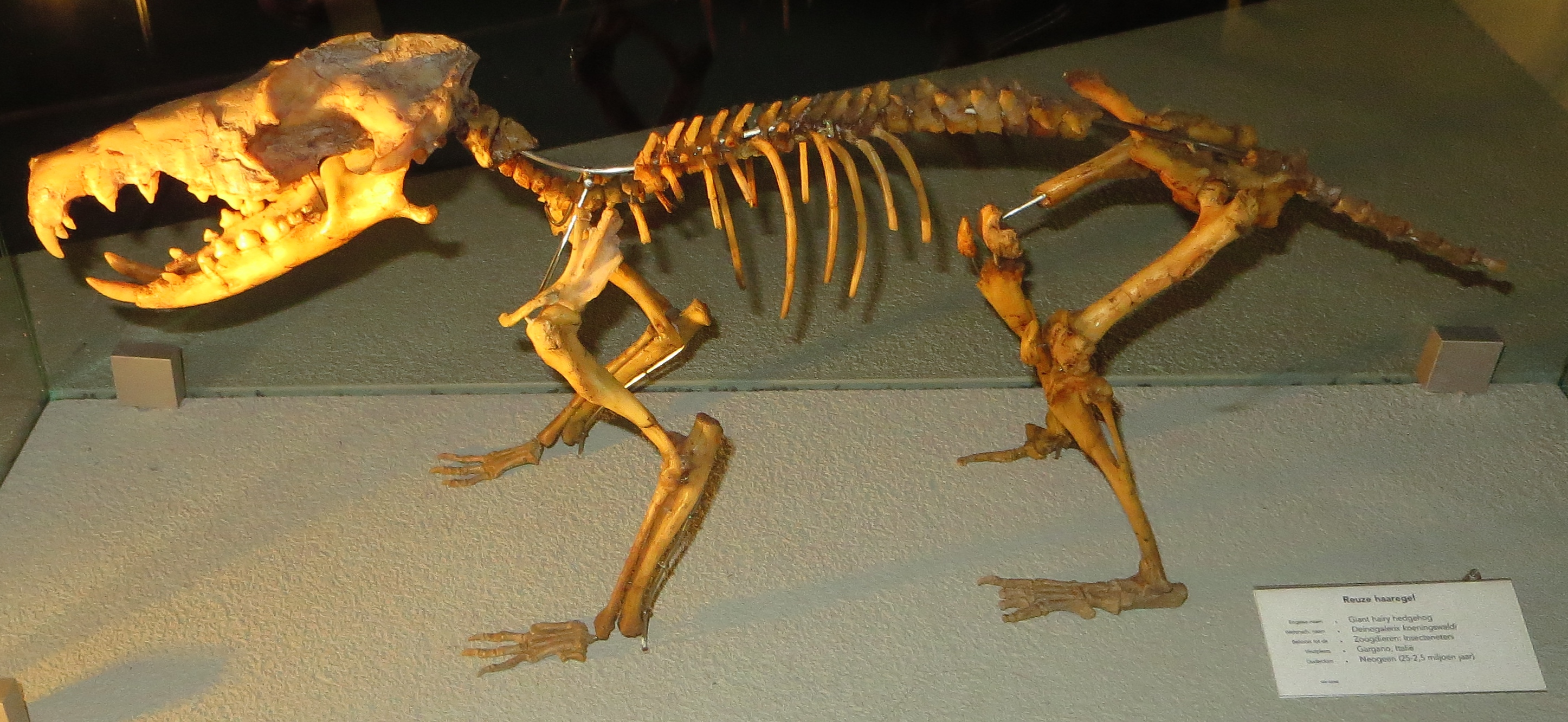
Esqueleto de Deinogalerix, de la fauna insular miocena de Gargano (Italia), hallado por Freudenthal y descrito en 1972.

En 1969, Freudenthal, junto a Beets y Schalke, colegas del Rijksmuseum, descubrieron varios rellenos kársticos sedimentarios fosilíferos del Mioceno final en unas canteras de calizas mesozoicas en la península de Gargano, entre Apricena y Poggio Imperiale, Italia. Identificaron rápidamente el carácter gigante de algunos micromamíferos, tamaño atribuido al carácter insular de la actual península durante un largo periodo de tiempo: gigantismo insular. Ese mismo año regresaron a los yacimientos, ampliando el muestreo, en colaboración con el Instituto Geológico de Bari, trabajos que continuaron durante otros dos años. Con el material recolectado, Freudenthal describió en 1972 un erizo gigante, Deinogalerix, en 1976 los múridos (Apodemus y tres especies del nuevo género Mikrotia), en 1985 tres especies de un cricétido de gran talla, Hattomys, y junto a Remmert Daams un lirón de gran tamaño, Stertomys, del que además publicó dos nuevas especies en 2006 junto a Elvira Martín-Suárez.
Durante los primeros años de la década de 1970 participó en el diseño y programación del banco de datos geológico y la informatización del registro de colecciones del Rijksmuseum van Geologie en Mineralogie, para más de 200 000 ejemplares.

### Tegelen
Entre 1970 y 1977 participó en las campañas de excavación del clásico yacimiento pleistoceno de Tegelen (Países Bajos), con el fin de aumentar el conocimiento de los roedores e insectívoros del yacimiento, muy poco conocidos en aquel momento. Para ello, Freudenthal, diseñó un nuevo sistema de concentrado de muestras por lavado-tamizado que permitió procesar grandes volúmenes de sedimento, consiguiendo cerca de 5000 molares de insectívoros, roedores, quirópteros y lagomorfos, que se encontraban dispersos en 110 m³ de arcillas del relleno sedimentario.

### Rambliense y Aragoniense
En abril de 1975 se celebró el «International Symposium on Mammalian Stratigraphy on the European Tertiary» en Múnich, en el que se planteó la necesidad de proporcionar una base estratigráfica a la zonación de mamíferos  establecida por entonces (zonas MN). Las sucesiones estratigráficas de la depresión de Calatayud-Teruel ofrecían la oportunidad de poder establecer al menos un piso continental, el Aragoniense, con los mismos métodos aplicados en series marinas para establecer la escala temporal geológica global, similar a lo establecido anteriormente por Crusafont con las sucesiones continentales del Vallesiense y el Turoliense en el Vallés y Teruel, respectivamente. A partir de los resultados ya obtenidos en los años anteriores, Remmert Daams, Freudenthal y Anne van de Weerd fueron los encargados para hacer la propuesta de estratotipo para el nuevo piso continental, el Aragoniense. Los trabajos se realizaron en colaboración con Emiliano Aguirre, entonces catedrático en la Universidad de Zaragoza, y Nieves López Martínez, de la Universidad Complutense de Madrid. El Aragoniense fue definido formalmente en 1977.
La prospección de yacimientos con fósiles de micromamíferos en las zonas aledañas al estratotipo del Aragoniense continuaron durante diez años más, de 1976 a 1986. La sucesión bioestratigráfica se pudo continuar hacia abajo, es decir, en sedimentos más antiguos, lo que desembocó en la definición de un nuevo piso continental, el Rambliense, publicado formalmente en 1987 por Daams, Freudenthal y Álvarez-Sierra.

### Otros proyectos
A partir de 1990 Freudenthal se embarca en otros proyectos, destacando: 
- El Turoliense de Crevillente (Valencia), en colaboración con investigadores del Museo de Paleontología de Sabadell y de las universidades de Valencia y Granada.[4]
- El Oligoceno de Montalbán (Teruel), en colaboración con investigadores de las universidad de Zaragoza, Valencia, Complutense de Madrid y Granada, obteniendo nuevas sucesiones de niveles fosilíferos con control estratigráfico.[4][21]
- Datación de las cuencas cenozoicas del noroeste de la península ibérica (As Pontes, Sarria, el Bierzo, Boinas y Oviedo), en colaboración con investigadores del Instituto Geológico y Minero de España y de las universidades de Granada y Rey Juan Carlos. Los resultados paleontológicos, obtenidos con fósiles de micromamíferos, permitieron datar por primera vez con precisión los rellenos sedimentarios de estas fosas: entre el Bartoniense (mediados del Eoceno), las del Este, hasta el Rupeliense terminal (Oligoceno temprano), las del Oeste.[22][23]

## Mesa Freudenthal de lavado-tamizado

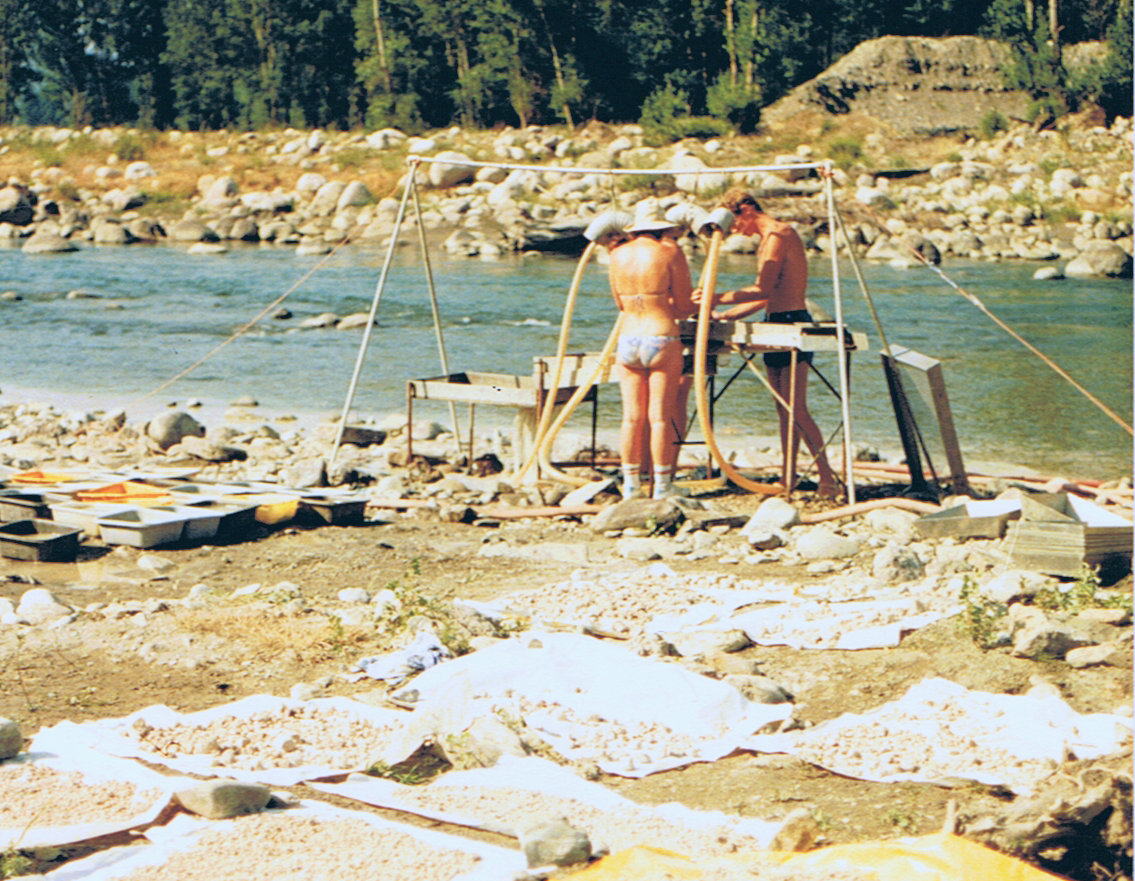
Mesa de lavado-tamizado construida por Freudenthal, en funcionamiento en 1986.

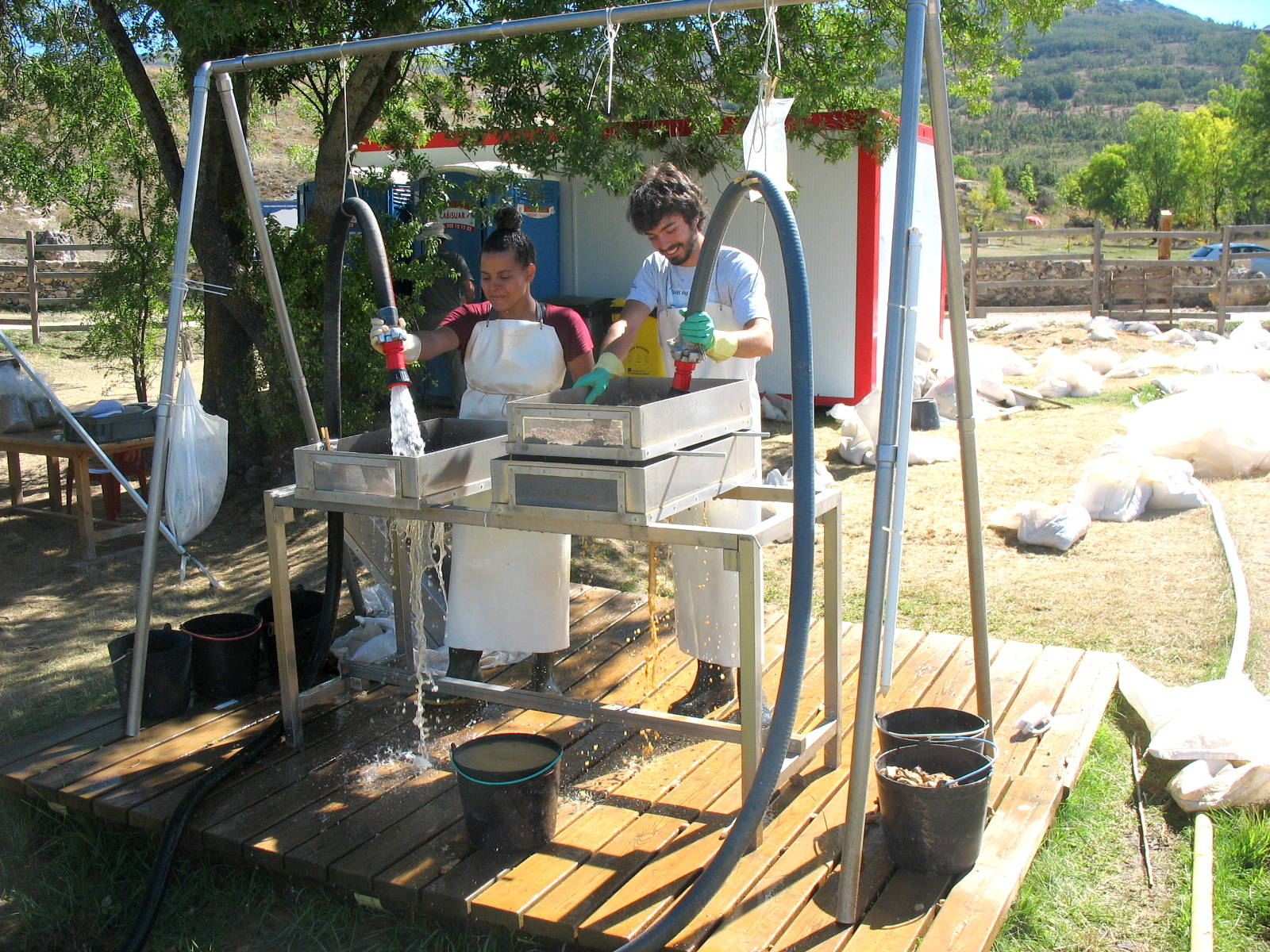
Una versión de la «mesa Freudenthal» de lavado-tamizado en funcionamiento en 2015.

Freudenthal desarrolló un sistema de tamizado de campo para concentrar los restos fósiles de sedimentos detríticos de arcillas y limos. El método permite procesar grandes volúmenes de sedimento, muy útil cuando los restos están dispersos y en concentraciones bajas. Las muestras deben secarse previamente, extendiéndolas al sol, y luego se sumergen un tiempo en agua para disgregar las arcillas. Una vez empapadas en agua se las hace pasar, mediante chorros de agua a baja presión, por un sistema de cedazos de luz decreciente. El residuo, muy reducido, se deja secar, se empaqueta y sigla, ordenado en fracciones de diferentes tamaños, para su traslado al laboratorio y posterior  triado. El sistema fue descrito por primera vez en 1976, en un informe sobre los trabajos realizados en el yacimiento pleistoceno de Tegelen (Países Bajos).
El sistema es hoy utilizado en campañas paleontológicas para obtener microfósiles de vertebrados en todo el mundo.

## Reconocimientos

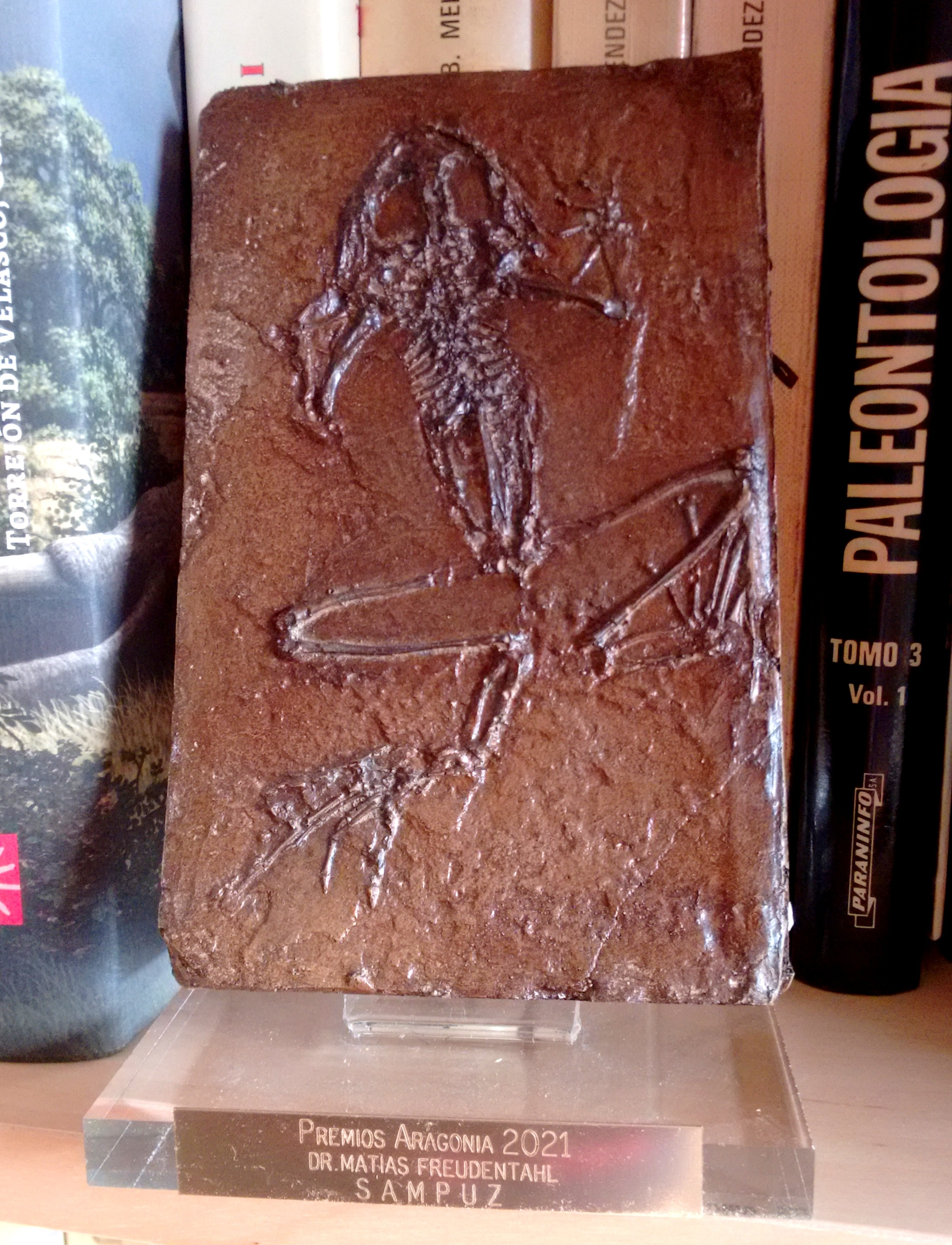
Premio Aragonia 2021, otorgado a Freudenthal por la Asociación de Amigos del Museo de Ciencias Naturales de la Universidad de Zaragoza

- 2021. Homenaje durante las IV Jornadas de Divulgación y Defensa del Patrimonio Geológico Turolense, organizadas por el ayuntamiento de Alcorisa (Teruel), el Geoparque del Maestrazgo y la asociación Amigos del Patrimonio Geológico de Teruel.[27]

## Taxones dedicados
- Deinogalerix freudenthali Butler, 1980 [28]
- Fahlbuschia freudenthali Antunes y Mein, 1981[29]
- Freudenthalia Cuenca, 1988[30]
- Garganeothus freudenthali Ballmann, 1973[31]
- Hoplitomeryx matthei Leinders, 1983[32]
- Ligerimys freudenthali Álvarez, 1987[33]
- Hispanomys freudenthali van de Weerd, 1976[34]
- Megacricetodon freudenthali García-Moreno, 1986[35]

## Obra de ficción
- Freudenthal, Hans y Freudenthal, Matías (2015). El viaje de Ofantito. Esdrújula Ediciones. p. 136. ISBN 978-84-164850-9-3. [Relato infantil que Hans, padre de Matías, dejó inacabado en 1943, traducido al español y terminado por su hijo][36]